# De Delft (Haarlem)
De Delft is een gegraven waterloop in de Nederlandse provincie Noord-Holland. De vaart stamt uit de middeleeuwen en diende oorspronkelijk als afwaterings- of draineringskanaal. De naam "Delft" betekent letterlijk "gedolven" of "gegraven".
De Delft heeft een lengte van 4.565 m en kent een breedte variërend tussen de 8,34 m op zijn smalst en 13,13 m op zijn breedst en is zo’n 1,5 m diep. De vaart is een primair waterlichaam en wordt onderhouden door het Hoogheemraadschap van Rijnland. Naar de vaart zijn in Haarlem de Delftwijk, Delftplein, Delftlaan, Delftstraat en Delftbrug vernoemd.

## Geschiedenis
De Delft werd in de middeleeuwen gegraven, vermoedelijk in de 14e eeuw in noord-zuidelijke richting, ten westen van Haarlem. De vaart speelde een belangrijke rol bij de ontginning van het veengebied tussen de strandwallen aan weerszijden. De Delft ontspringt in Santpoort, stroomt langs Haarlem, passeert een klein deel van Overveen en eindigt vervolgens weer in Haarlem.
Er wordt aangenomen dat de vaart oorspronkelijk in directe verbinding stond met de Houtvaart via een zijl, een spuisluis in de Zijlweg. Op een kaart uit circa 1600 zijn deze vaarten echter niet langer met elkaar verbonden en wateren ze af op de Garenkokersvaart en de Brouwersvaart. Op een kaart uit 1725 worden beide vaarten echter nog steeds als "Delft" aangeduid, wat duidt op een historische samenhang.

## Loop
De Delft loopt grotendeels parallel aan de Provinciale weg 208, die in Haarlem de naam Delftlaan draagt. Vanaf de Kleverlaan volgt de waterweg het noordelijke deel van de Verspronckweg. Na het passeren van de spoorlijn Haarlem - Uitgeest (Kennemerlijn) vervolgt De Delft zijn loop richting de Zijlweg. De vaart eindigt ter hoogte van de Delfstraat en vloeit vlak daarvoor over in de Kerffsloot, die een verbinding vormt met de oost-west lopende Garenkokersvaart. Deze mondt uiteindelijk uit in de Stadsbuitensingel van Haarlem.

## Bruggen en overspanningen
De Delft wordt overspannen door meerdere bruggen, waaronder:
- Orionbrug
- Stuyvesantbrug
- Hummeltjesbrug
- Sterrenbrug
- Verspronckspoorbrug

Een voormalige brug, de Ter Cleefbrug, overspande de Kleverlaan over de vaart. Deze werd verwijderd bij de verbreding en aansluiting van de Delftlaan op de Westelijke Randweg. Daarnaast bestond er een overspanning tussen de Lodewijk van Deijsselstraat en de Zaanenlaan, deze overspanning is te zien op een foto uit 1963.

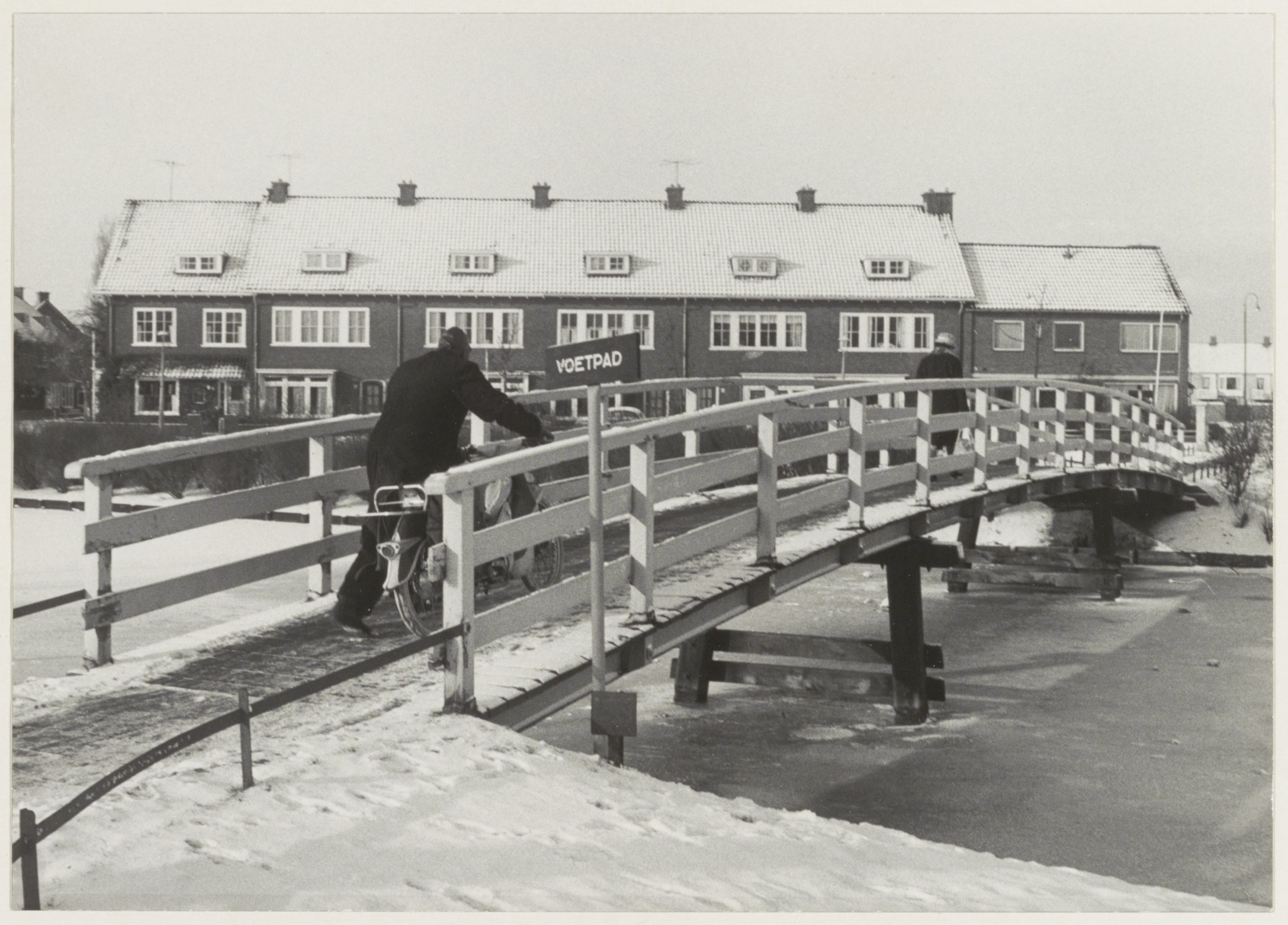
Het bruggetje over De Delft tussen de Lodewijk van Deyssellaan en de Zaanenlaan, ziende naar het westen (1963)
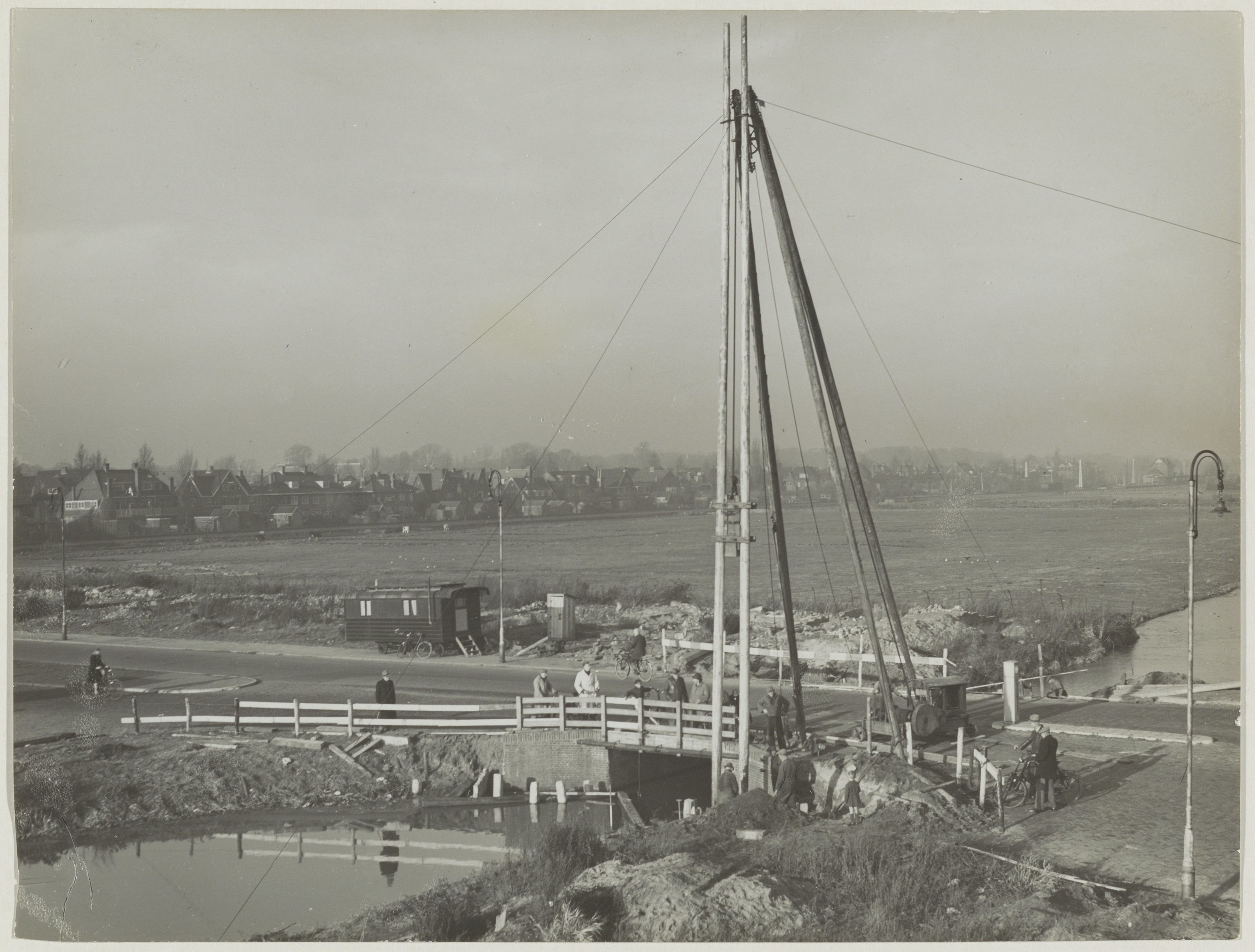
De Ter Cleefbrug over De Delft aan de Kleverlaan wordt verbreed, ziende naar het noordwesten (1948)

## Kunst

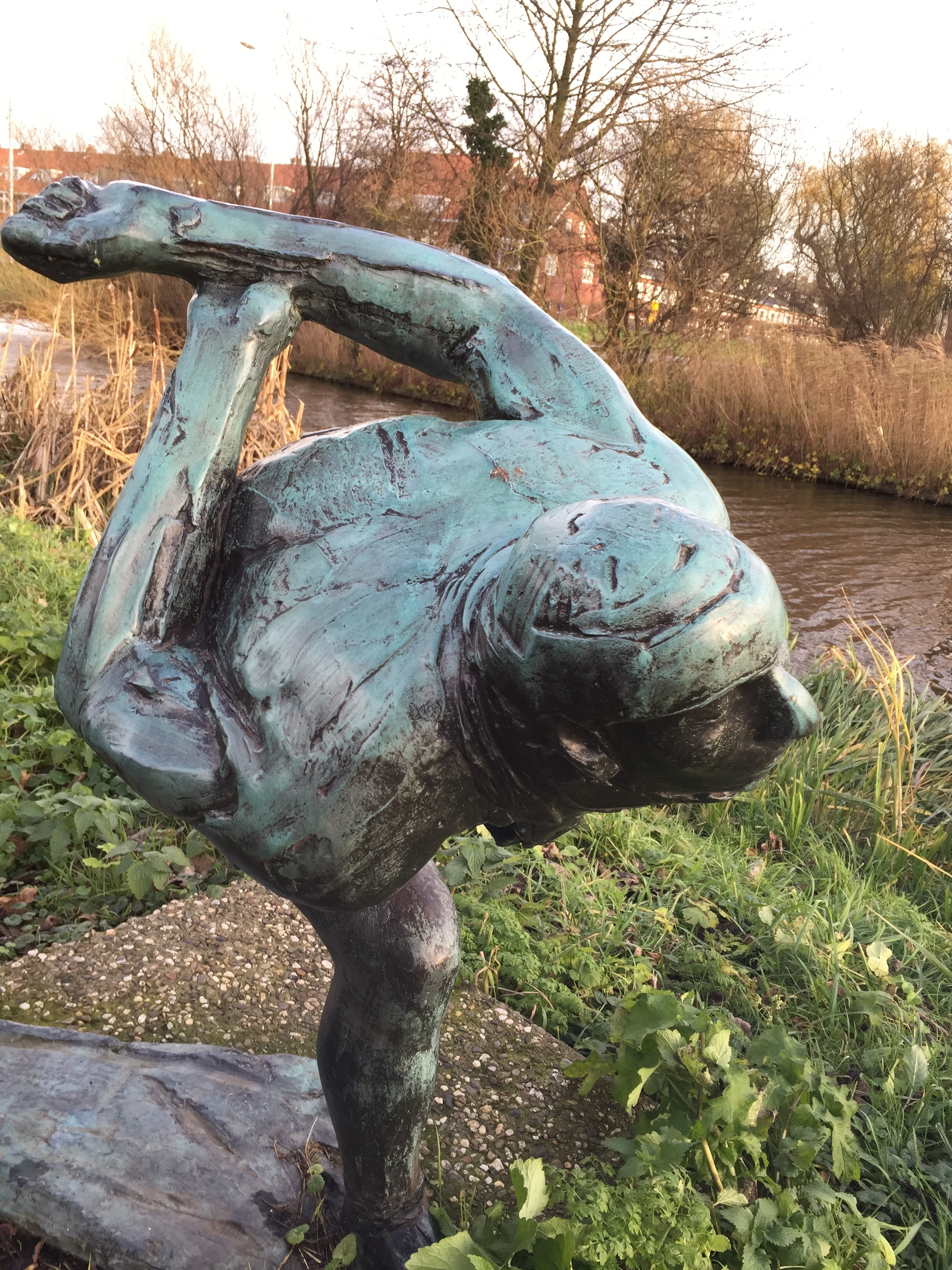
De Schaatsenrijder vervaardigt door Piet Esser

Langs het Carel Reinierszpad, ter hoogte van de IJsbaan Haarlem, staat het kunstwerk De Schaatsenrijder (1968), vervaardigd door Prof. V.P.S. Esser. Ook De Honkbalspeler (1967) is een ontwerp van Esser. Dit beeld is geplaatst ter hoogte van de Orionbrug aan de Jaap Edenlaan ter ere van de bouw van het in 1962 gereed gekomen Pim Mulierstadion. Tevens aan het Carel Reinierszpad, ter hoogte van het Kennemer Sportcenter staat de beeldengroep De Sprong (1985) ontworpen door Marc Bruna. Het is een dynamisch beeld die een atletische beweging weergeeft. De  sokkel van de landing is schuin geplaatst, dit versterkt het dynamische karakter nog meer.